# 色度学
色度学（Colorimetry），又名比色法，是量化和物理上描述人们颜色知觉的科学和技术。 色度学同光谱学（spectrophotometry）相近，但是色度学更关心的是于人们颜色知觉物理相关的光谱。最常用的是CIE1931色彩空间和相关的数值。